# Sanni Grahn-Laasonen
Sanni Kaisa Grahn-Laasonen (ur. 4 maja 1983 w Forssie) – fińska polityk i dziennikarka, posłanka do Eduskunty, od 2014 do 2015 minister środowiska, od 2015 do 2019 minister edukacji, w latach 2015–2017 również minister kultury, od 2023 minister zabezpieczenia społecznego.

## Życiorys
Absolwentka nauk politycznych na Uniwersytecie Helsińskim. Pracowała jako dziennikarka, korespondentka i wydawca w gazecie „Iltalehti”. W latach 2009–2011 była zatrudniona w służbach prasowych ministra spraw zagranicznych.
Zaangażowała się w działalność polityczną w ramach Partii Koalicji Narodowej. Wybierana do rady miejskiej w Forssie. W wyborach parlamentarnych w 2011 uzyskała mandat deputowanej do Eduskunty. 26 września 2014 powołana na urząd ministra środowiska w rządzie Alexandra Stubba. W 2015 ponownie wybrana do fińskiego parlamentu. 29 maja tegoż roku weszła w skład nowego gabinetu Juhy Sipili jako minister edukacji i kultury. W maju 2017 w wyniku zmian w rządzie pozostała na stanowisku ministra edukacji, nowym ministrem kultury został Sampo Terho. W czerwcu 2019 zakończyła pełnienie funkcji ministra.
W 2019 i 2023 utrzymywała mandat deputowanej na kolejne kadencje. W czerwcu 2023 została ministrem zabezpieczenia społecznego w rządzie Petteriego Orpa.